# San Rafael del Río

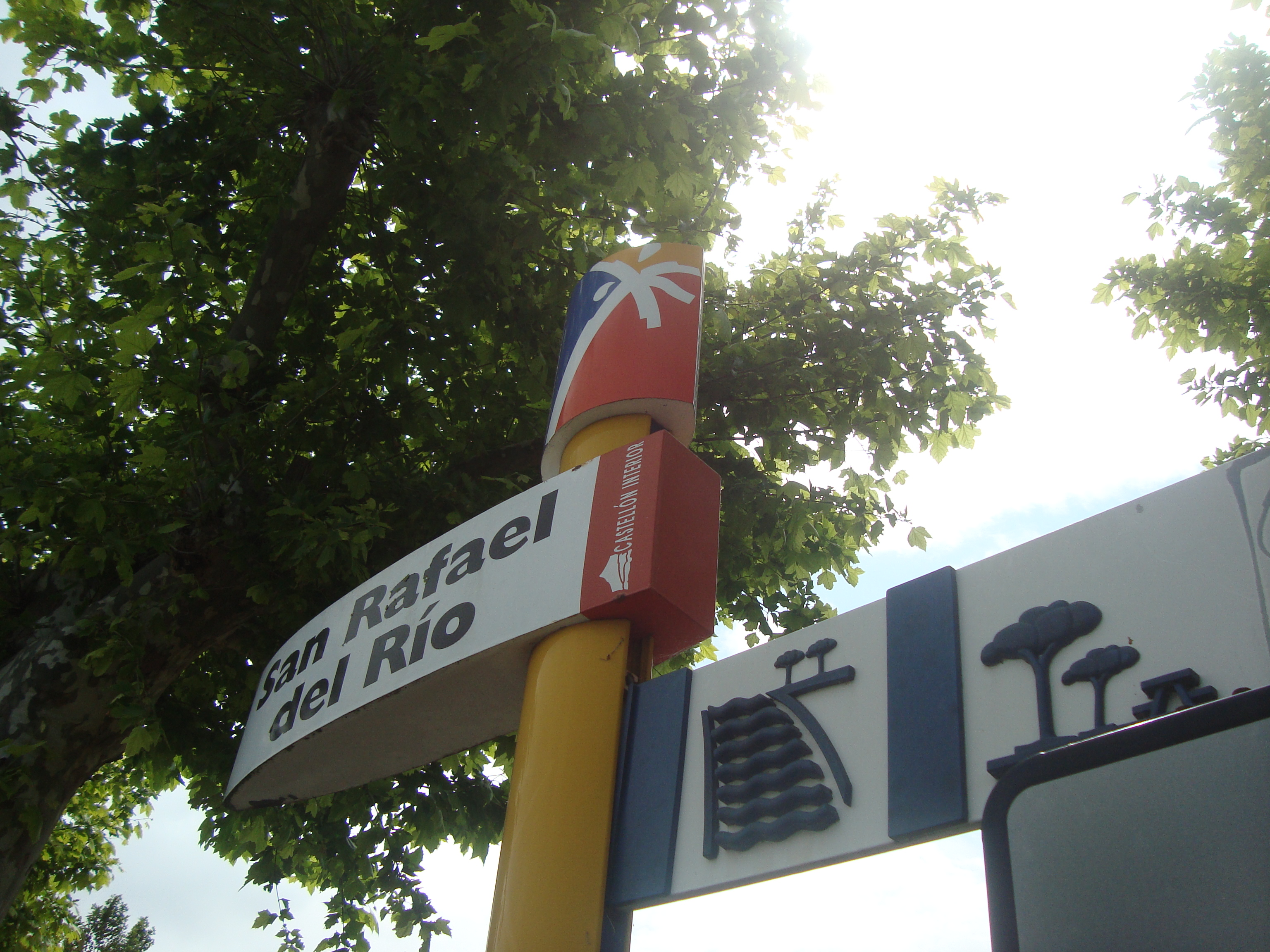
San Rafael del Río, Comunidad Valenciana (España)

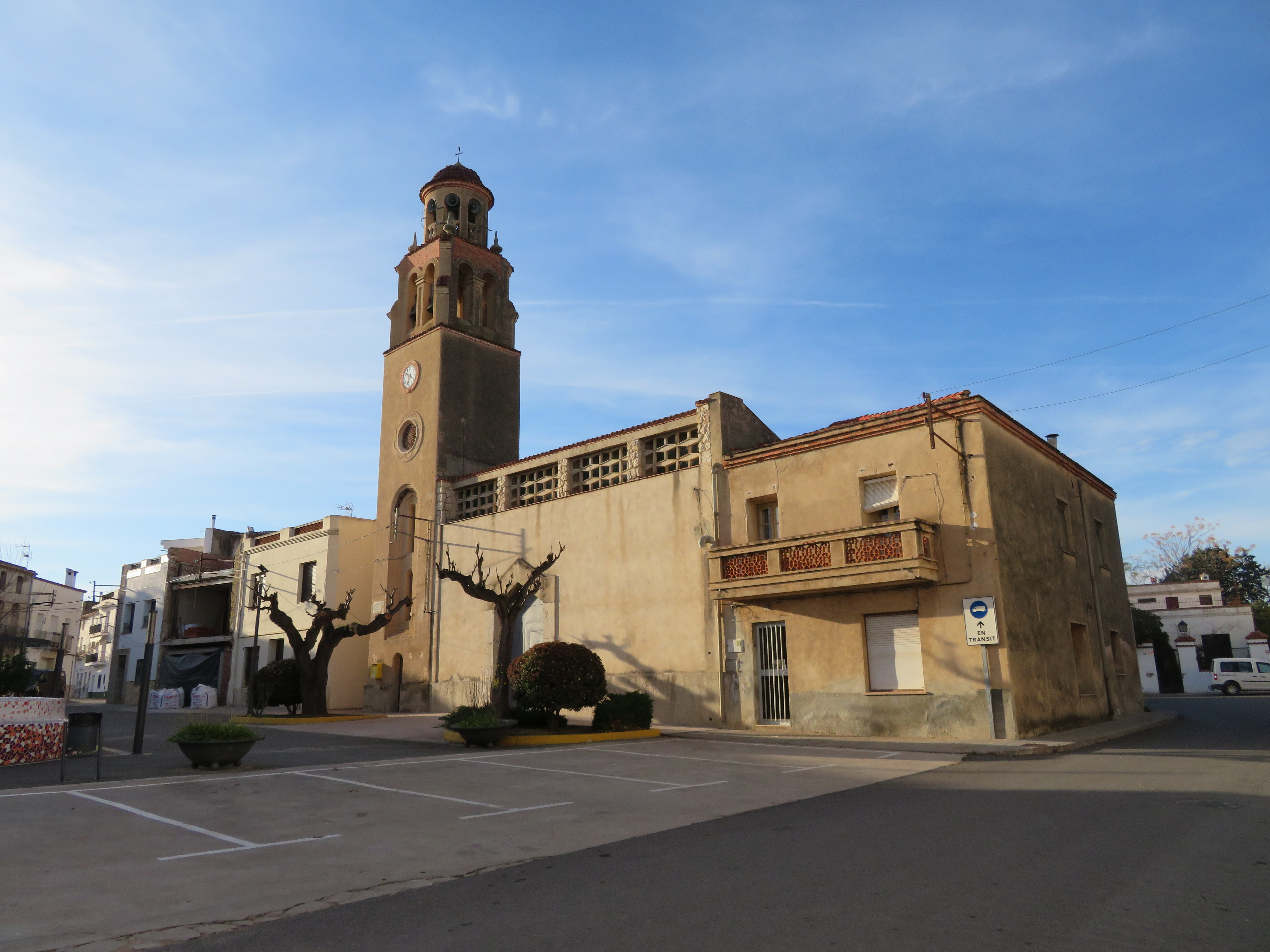
San Rafael del Río

San Rafael del Río, en castillan et officiellement (Sant Rafel del Riu ou Sant Rafel del Maestrat en valencien), est une commune d'Espagne de la province de Castellón dans la Communauté valencienne. Elle est située dans la comarque du Baix Maestrat et dans la zone à prédominance linguistique valencienne. Elle fait partie de la mancomunidad de la Taula del Sénia.

## Géographie

Localisation de San Rafael del Río
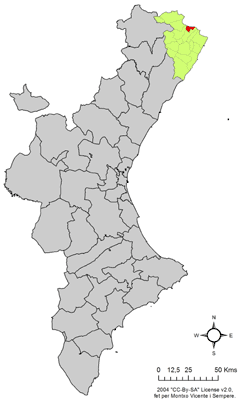
dans la Communauté valencienne.
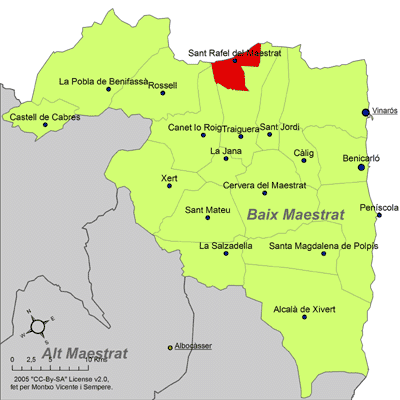
dans la comarque du Baix Maestrat.

Elle est située dans le secteur septentrional de la comarque, à la limite de la province de Tarragone, sur la rive de la rivière de la Sénia. Elle possède peu d'accidents géographiques. Son climat est méditerranéen avec des hivers modérés et des étés chauds.
On accède à cette localité depuis Castellón en prenant la CV-10 et en suite la CV-11.

### Localités limitrophes
Le territoire de la commune de San Rafael del Río est voisin des localités suivantes :
Rosell, Canet lo Roig, et Traiguera, toutes dans la province de Castellón.

## Démographie
| 1990 | 1992 | 1994 | 1996 | 1998 | 2000 | 2002 | 2004 | 2005 |
| ---- | ---- | ---- | ---- | ---- | ---- | ---- | ---- | ---- |
| 502  | 494  | 500  | 492  | 462  | 455  | 445  | 481  | 482  |

## Administration
| Liste des maires |                       |       |         |
| Période          | Identité              | Parti | Qualité |
| 1979-1983        | -                     | -     | -       |
| 1983-1987        | -                     | -     | -       |
| 1987-1991        | -                     | -     | -       |
| 1991-1995        | -                     | -     | -       |
| 1995-1999        | -                     | -     | -       |
| 1999-2003        | -                     | -     | -       |
| 2003-2007        | José D. Giner Beltrán | PP    | -       |

## Économie
Elle est basée sur l'agriculture et l'élevage. Il existe une industrie du meuble.

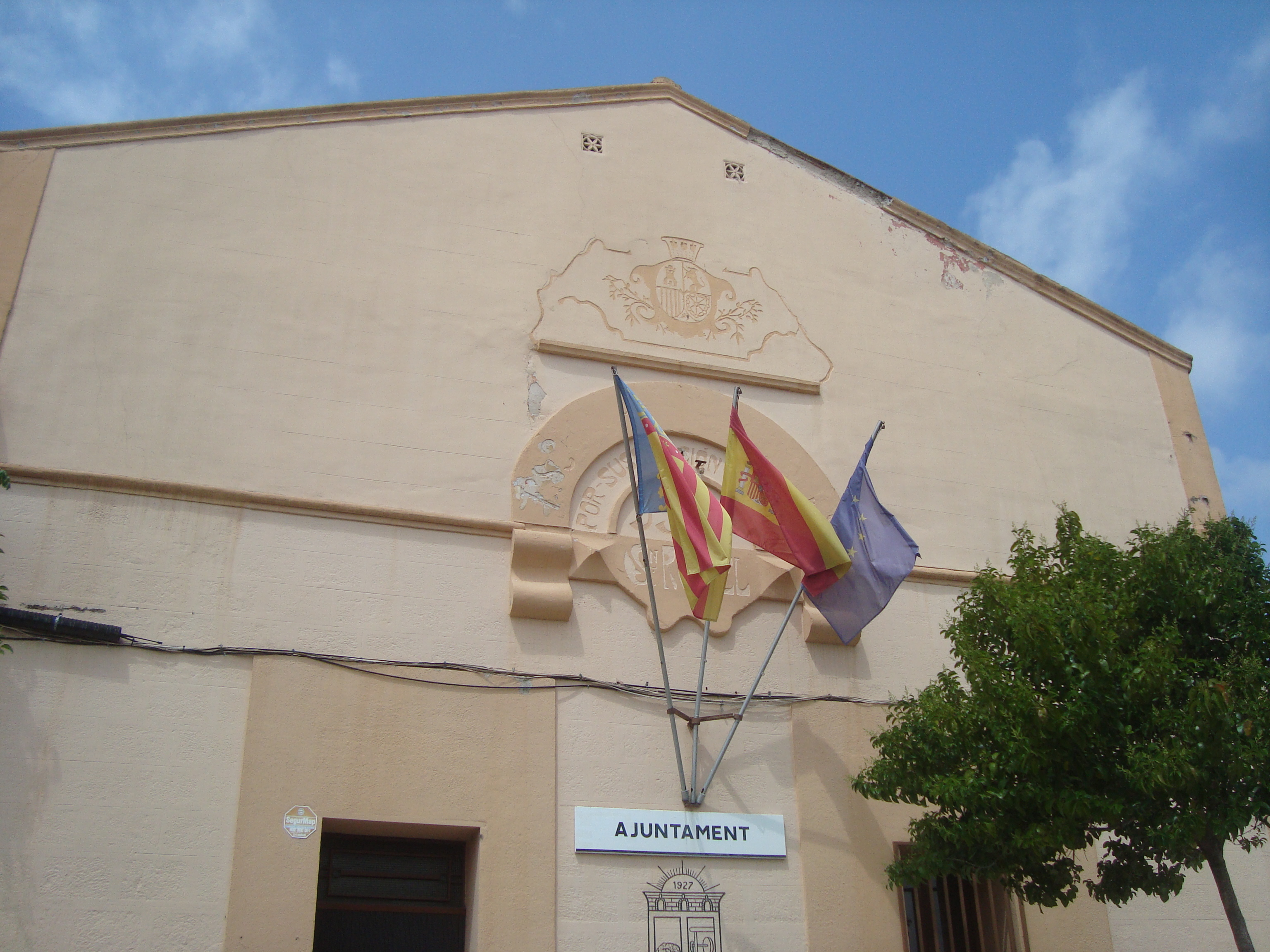
Ayuntamiento de San Rafael del Río

## Histoire
C'est un village de création moderne puisque jusqu'en 1927 elle a été un hameau de Traiguera. Par conséquent, son histoire est commune avec celle de cette ville.

## Monuments et sites
- Molí Canet.

## Fêtes locales
- Virgen del Carmen. Elle a lieu le 16 juillet.
- San Rafael. Elle se célèbre le 24 octobre.